# Округ Елберт (Колорадо)
Елберт (енгл. Elbert County) је округ у америчкој савезној држави Колорадо. По попису из 2010. године број становника је 23.086. Седиште округа је град Кајова.

## Демографија
Према попису становништва из 2010. у округу је живело 23.086 становника, што је 3.214 (16,2%) становника више него 2000. године.
| Група             | 2000.          | 2010.          |
| Белци             | 18.511 (93,2%) | 21.005 (91,0%) |
| Афроамериканци    | 128 (0,6%)     | 164 (0,7%)     |
| Азијати           | 74 (0,4%)      | 173 (0,7%)     |
| Хиспаноамериканци | 766 (3,9%)     | 1.234 (5,3%)   |
| Укупно            | 19.872         | 23.086         |